# Jonathan Rhys-Meyers
Pour les articles homonymes, voir Rhys et Meyers.
Jonathan Rhys-Meyers [ˈd͡ʒɒnəθən ɹis ˈmaɪərz], né le 27 juillet 1977 à Dublin (Leinster), est un acteur, chanteur et mannequin irlandais.
Il se fait connaître par ses rôles dans les films Velvet Goldmine (1998), Joue-la comme Beckham (2002), Match Point (2005), Mission impossible 3 (2006), et plus encore par son interprétation du roi Henri VIII d'Angleterre dans la série Les Tudors (2007-2010) puis d'Elvis Presley dans la mini-série biographique Elvis : Une étoile est née (2005), qui lui a valu le Golden Globe du meilleur acteur dans une série, une mini-série ou un téléfilm l'année suivante.

## Biographie

### Jeunesse
Jonathan Rhys-Meyers naît le 27 juillet 1977, à Dublin, en Leinster. Sa mère est Geraldine Meyers et son père, John O'Keeffe, musicien. Il tient son nom de scène du nom de sa mère, Meyers.
Né avec une grave maladie cardiaque, il passe les premiers mois de sa vie à l'hôpital et ses parents décident de le faire baptiser peu de temps après sa naissance, pensant qu'il ne survivra pas. Sa famille emménage dans la ville de Cork alors qu'il a un an. Il a trois jeunes frères, Jamie, Alan, et Paul, tous musiciens professionnels, et deux sœurs, Sharon et Maria, toutes aussi musiciennes.
Ses parents se séparent quand il a trois ans. Sa mère l'élève, lui et son frère Alan, alors que ses deux autres frères partent vivre chez leur grand-mère avec leur père. Le 20 novembre 2007, il perd sa mère, âgée de 51 ans, d'une maladie foudroyante. Il a, depuis de nombreuses années, des problèmes avec l'alcool, et quatre cures ne l'ont toujours pas guéri. Il a aussi été arrêté pour conduite sous influence.
De 2004 à 2012, il a partagé sa vie avec la riche héritière britannique Reena Hammer, fille de Ruby Hammer. En décembre 2014, il annonce ses fiançailles avec la productrice et actrice Mara Lane, qu'il fréquente depuis janvier 2014. En décembre 2016, ils annoncent attendre leur premier enfant. Le 15 décembre 2016, Mara donne naissance à leur premier enfant, un petit garçon prénommé Wolf Rhys-Meyers. En septembre 2017, alors que le couple attendait son deuxième enfant, Mara est victime d'une fausse couche, ce qui provoqua le retour de l'acteur en cure de désintoxication. 

### Carrière
Rhys-Meyers est renvoyé de son lycée, le North Monastery Secondary School, à l’âge de 15 ans pour absentéisme. Il passe beaucoup de temps à traîner dans des salles de billard. C’est dans une de ces salles, à Cork, que des directeurs de casting à la recherche d’un garçon pour le film irlandais La guerre des boutons, ça recommence le repèrent et l’invitent à une audition. Même s’ils ne lui attribuent pas le rôle, ils lui conseillent vivement de poursuivre une carrière d’acteur.
Peu après, il décroche son premier rôle au cinéma avec A Man of No Importance (1994). En 1996, il figure dans Michael Collins. Trois ans plus tard, il incarne le cowboy psychopathe Pitt Mackeson dans Chevauchée avec le diable, d'Ang Lee. Il apparaît ensuite aux côtés de Parminder Nagra et Keira Knightley, dans Joue-la comme Beckham, en 2002. La même année, il donne la réplique à Reese Witherspoon dans Vanity Fair, la foire aux vanités. Il partage l’affiche du film Alexandre d’Oliver Stone, avec son compatriote Colin Farrell.
En 2005, Rhys Meyers joue dans le film de Woody Allen, Match Point, pour lequel il reçoit un Trophée Chopard au Festival de Cannes. En 2006, il apparaît dans Mission impossible 3. En 2007, c'est August Rush aux côtés de Keri Russell sous la direction de Kirsten Sheridan. La même année, il tourne dans le clip d'Apparat You Don't Know Me.
Suivent au cinéma, respectivement en 2008 et 2009, Les Orphelins de Huang Shui puis Le Silence des ombres avec Julianne Moore sous la direction des Suédois Måns Mårlind et Björn Stein. 2010 voit arriver From Paris with Love (réalisé par Pierre Morel) dans lequel il donne la réplique à John Travolta. Il fait aussi la publicité pour Hugo Boss cette même année.
À la télévision, Rhys-Meyers a joué dans des séries comme Gormenghast (2000) ou le téléfilm Elvis : Une étoile est née, en tant qu’Elvis Presley où la ressemblance avec le chanteur est surprenante, aux côtés de Rose McGowan. Ce rôle lui vaut une nomination aux Emmy Awards, et un Golden Globe. Il est également la vedette de la série Les Tudors, où il joue le jeune roi Henri VIII entre 2007 et 2010. Sa performance lui vaut une nomination pour le Golden Globe du meilleur acteur dans une série télévisée dramatique, en 2007 et en 2008.
En 2012, il joue dans le film Albert Nobbs de Rodrigo García, retrouvant dans le rôle-titre l'actrice Glenn Close avec laquelle il avait déjà joué dans le téléfilm Le Lion en hiver. Il y côtoie également l'actrice et chanteuse Maria Doyle Kennedy, qui interprétait sa première épouse dans la série télévisée Les Tudors. Toujours en 2012, il tient le rôle de Solal des Solal dans Belle du Seigneur, d'après le roman d'Albert Cohen, aux côtés de Natalia Vodianova, Ed Stoppard et Maria Bonnevie.
En 2013, il fait également plusieurs apparitions dans le clip Elements (Orchestral version) de Lindsey Stirling, réalisé à l'occasion de la série Dracula dans laquelle il tient l'un des rôles principaux. La même année, il joue également le rôle de Valentin Morgenstern dans le film The Mortal Instruments : La Cité des ténèbres.

### Interprétation musicale
Jonathan Rhys Meyers est aussi connu pour être chanteur et guitariste. Il est apparu dans un certain nombre de rôles musicaux.
Son premier rôle est celui de la rock star Brian Slade dans Velvet Goldmine (1998), trois des chansons qu'il a chantées (Hot One, Baby's On Fire et Tumbling Down) figurent sur la bande sonore du film. Il a brièvement chanté dans la version TV du film La Splendeur des Amberson. En 2007, dans le drame musical August Rush, Rhys Meyers a incarné à l’écran un chanteur-compositeur, Louis Connelly, et est crédité de quatre chansons sur la bande sonore - Pause, Moondance, Something Inside et This Time. Sur les quatre, This Time et Break ont été nommées dans la catégorie meilleure chanson originale à la 80e cérémonie des Oscars.

## Filmographie

### Cinéma

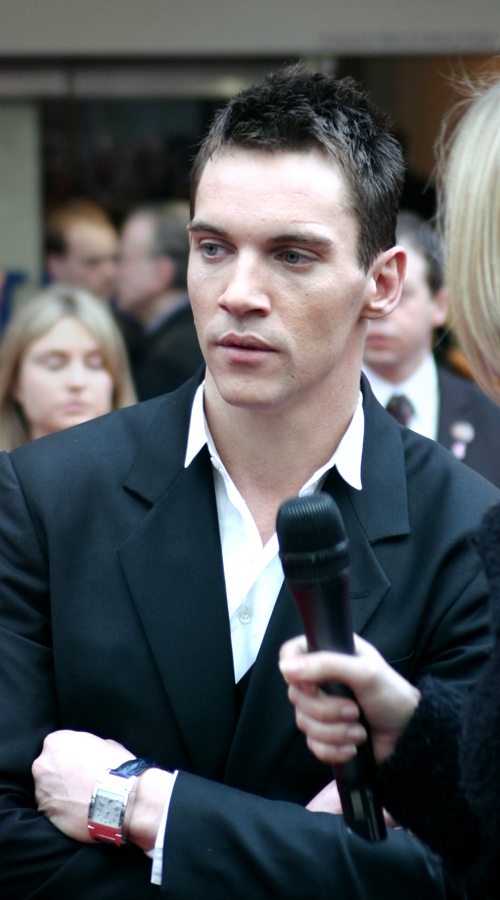
Jonathan Rhys Meyers en 2006 à l'avant-première britannique de Mission impossible 3.

- 1994 : A Man of No Importance de Suri Krishnamma : un jeune homme
- 1996 : Michael Collins de Neil Jordan : l'assassin de Michael Collins
- 1996 : The Killer Tongue d'Alberto Sciamma : Rudolph
- 1996 : The Disappearence of Finbar de Sue Clayton : Finbar Flynn
- 1997 : Le Maître du jeu (The Maker) de Tim Hunter : Josh Minnell
- 1997 : Telling Lies in America de Guy Ferland : Kevin Boyle
- 1998 : Velvet Goldmine de Todd Haynes : Brian Slade
- 1998 : The Governess de Sandra Goldbacher : Henry Cavendish
- 1998 : The Tribe de Stephen Poliakoff : Adam
- 1999 : B. Monkey de Michael Radford : Bruno
- 1999 : La Fin de l'innocence sexuelle (The Loss of Sexual Innocence) de Mike Figgis : Nic
- 1999 : Chevauchée avec le diable (Ride with the Devil) d'Ang Lee : Pitt Mackeson
- 1999 : Titus de Julie Taymor : Chiron
- 2001 : Happy Now de Philippa Cousins : Mark Wraith
- 2001 : Prozac Nation de Erik Skjoldbjærg : Noah
- 2001 : Tangled / Sex Trouble de Jay Lowi : Alan Hammond
- 2002 : Joue-la comme Beckham de Gurinder Chadha : Joe
- 2003 : The Tesseract d'Oxide Chun Pang : Sean
- 2003 : Seule la mort peut m'arrêter (I'll Ssleep When I'm Dead) de Mike Hodges : Davey
- 2003 : Octane de Marcus Adams : The Father
- 2003 : The Emperor's Wife de Julien Vrebos : Chamberlain
- 2004 : Vanity Fair : La Foire aux vanités de Mira Nair : George Osborne
- 2004 : Alexandre d'Oliver Stone : Cassandre
- 2005 : Match Point de Woody Allen : Chris Wilton
- 2006 : Mission impossible 3 de J. J. Abrams : Declan Gormley
- 2007 : August Rush de Kirsten Sheridan : Louis Connelly
- 2008 : Les Orphelins de Huang Shui (The Children of Huang Shi) de Roger Spottiswoode : George Hogg
- 2008 : A Film with Me in It de Ian Fitzgibbon : Pierce 2
- 2010 : From Paris with Love de Pierre Morel : James Reese
- 2010 : Le Silence des ombres de Måns Mårlind et Björn Stein : Adam, David et Wesley
- 2011 : Albert Nobbs de Rodrigo García : Viscount Yarrell
- 2012 : Belle du Seigneur de Glenio Bonder : Solal
- 2013 : The Mortal Instruments : La Cité des ténèbres de Harald Zwart : Valentin Morgenstern
- 2013 : Eternal Return de Victoria Keon-Cohen (Court-métrage) : le narrateur
- 2013 : Panda Eyes de Isabel Coixet : John
- 2015 : Stonewall de Roland Emmerich : Trevor
- 2016 : London Town de Derrick Borte : Joe Strummer
- 2016 : The Rising: 1916 de Colin Broderick et Kevin McCann : P. H. Pearse
- 2016 : Damascus Cover de Daniel Zelik Berk : Ari Ben-Sion / Hans Hoffmann
- 2017 : Tueur programmé (The Shadow Effect) de Obin Olson et Amariah Olson : Reese
- 2017 : Black Butterfly de Brian Goodman : Jack
- 2017 : Le 12e Homme (The 12th Man) de Harald Zwart : Kurt Stage
- 2017 : The Aspern Papers de Julien Landais : Morton Vint
- 2019 : Holy Lands d'Amanda Sthers : David
- 2019 : Wake up (Awake) d'Aleksandr Chernyaev : John Doe
- 2021 : Edge of the World de Michael Haussman : Sir James Brooke
- 2021 : The Survivalist de Jon Keeyes : Ben
- 2021 : L'Ombre du passé (Hide and Seek) de Joel David Moore : Noah Blackwell
- 2021 : Yakuza Princess de Vicente Amorim : Shiro
- 2021 : American Night de Alessio Della Valle : John Kaplan
- 2022 : The Good Neighbour de Stephan Rick : Robert Graetz
- 2022 : Dangerous Game: The Legacy Murders de Sean McNamara : Kyle
- 2022 : Wifelike de James Bird : William Baldwell
- 2023 : Ambush de Mark Earl Burman : Miller
- 2023 : 97 Minutes de Timo Vuorensola : Alex
- 2023 : Food Fight de Rexal Ford : Charlie
- 2023 : Mercy de Tony Dean Smith : Sean Quinn
- 2023 : Disquiet de Michael Winnick : Sam
- 2024 : Clean Up Crew de Jon Keeyes : Alex
- 2024 : Operation Blood Hunt de Louis Mandylor : Murphy

### Télévision

#### Téléfilms
- 1996 : Samson and Delilah : Sansone à 14 ans
- 2002 : La Splendeur des Amberson de Alfonso Arau : George Amberson Minafer
- 2003 : Le Lion en hiver (The Lion in Winter) d'Andreï Kontchalovski : Philip
- 2005 : Elvis : Une étoile est née de James Steven Sadwith : Elvis Presley

#### Séries télévisées
- 2000 : Gormenghast
- 2007-2010 : Les Tudors : Henri VIII
- 2013 : Dracula : Dracula
- 2016 : Racines : Tom Lea
- 2017 : Vikings : Heahmund

## Distinctions

### Récompenses
- 10e cérémonie des Satellite Awards 2005 : Meilleur acteur dans une mini-série ou un téléfilm pour Elvis : Une étoile est née (Elvis) (2005) pour le rôle d'Elvis Presley.
- 63e cérémonie des Golden Globes 2006 : Meilleur acteur dans une mini-série ou un téléfilm pour Elvis : Une étoile est née (Elvis) (2005) pour le rôle d'Elvis Presley.
- 2008 : Irish Film and Television Awards du meilleur acteur dans un rôle principal dans une série télévisée dramatique pour Les Tudors (The Tudors) (2007-2010) pour le rôle d'Henri VIII.
- Festival de télévision de Monte-Carlo 2008 : Lauréat du Trophée Nymphe d'or du meilleur acteur dans une série télévisée dramatique pour Les Tudors (The Tudors) (2007-2010) pour le rôle d'Henri VIII.
- Festival du film de Boston 2017 : Lauréat du Prix du Festival du meilleur acteur dans un thriller pour Damascus Cover (2016).
- Manchester International Film Festival 2018 : Lauréat du Prix du Festival du meilleur acteur dans un thriller pour Damascus Cover (2016).

### Nominations
- 2005 : Online Film & Television Association Awards du meilleur acteur dans une mini-série ou un téléfilm pour Elvis : Une étoile est née (Elvis) (2005) pour le rôle d'Elvis Presley.
- Primetime Emmy Awards 2005 : Meilleur acteur dans une mini-série ou un téléfilm pour Elvis : Une étoile est née (Elvis) (2005) pour le rôle d'Elvis Presley.
- 65e cérémonie des Golden Globes 2008 :  Meilleur acteur dans une série dramatique pour Les Tudors (The Tudors) (2007-2010) pour le rôle d'Henri VIII.
- 66e cérémonie des Golden Globes 2009 :  Meilleur acteur dans une série dramatique pour Les Tudors (The Tudors) (2007-2010) pour le rôle d'Henri VIII.
- 2009 : Irish Film and Television Awards du meilleur acteur dans un rôle principal dans une série télévisée dramatique pour Les Tudors (The Tudors) (2007-2010) pour le rôle d'Henri VIII.
- Festival de télévision de Monte-Carlo 2009 : Nomination au Trophée Nymphe d'or du meilleur acteur dans une série télévisée dramatique pour Les Tudors (The Tudors) (2007-2010) pour le rôle d'Henri VIII.
- 2010 : Gold Derby Awards du meilleur acteur de la décade dans une mini-série ou un téléfilm pour Elvis : Une étoile est née (Elvis) (2005) pour le rôle d'Elvis Presley.
- 2010 : Irish Film and Television Awards du meilleur acteur dans un rôle principal dans une série télévisée dramatique pour Les Tudors (The Tudors) (2007-2010) pour le rôle d'Henri VIII.
- Festival de télévision de Monte-Carlo 2010 : Nomination au Trophée Nymphe d'or du meilleur acteur dans une série télévisée dramatique pour Les Tudors (The Tudors) (2007-2010) pour le rôle d'Henri VIII.
- 2011 : Irish Film and Television Awards du meilleur acteur dans un rôle principal dans une série télévisée dramatique pour Les Tudors (The Tudors) (2007-2010) pour le rôle d'Henri VIII.
- Festival de télévision de Monte-Carlo 2011 : Nomination au Trophée Nymphe d'or du meilleur acteur dans une série télévisée dramatique pour Les Tudors (The Tudors) (2007-2010) pour le rôle d'Henri VIII.

## Voix françaises
En France
| - Alexis Victor dans : - Les Tudors (série télévisée) - Le Silence des ombres - Belle du Seigneur - Dracula (série télévisée) - Black Butterfly - L'Ombre du passé - Dangerous Game: The Legacy Murders - Disquiet - Mercy - Axel Kiener dans : - Elvis : Une étoile est née (téléfilm) - Alexandre - From Paris with Love - Racines (série télévisée) - Holy Lands - David Krüger dans : - Le Maître du jeu - Mission impossible 3 | - Rémi Bichet dans : - Match Point - The Mortal Instruments : La Cité des ténèbres - Christophe Hespel dans : - Wake Up - The Survivalist Et aussi - Mathias Kozlowski dans Michael Collins - Olivier Jankovic dans Chevauchée avec le diable - Xavier Béja dans Titus - Cyril Aubin dans Joue-la comme Beckham - Alexis Tomassian dans Vanity Fair : La Foire aux vanités - Damien Ferrette dans August Rush - Adrien Antoine dans Vikings (série télévisée) - Vincent Ribeiro dans Tueur programmé |